# Lichtblicke (Album)
Lichtblicke ist das dritte Kompilationsalbum der deutschen Rock-Musikgruppe Unheilig. Das Album wurde vom Grafen und Henning Verlage produziert.
Das Album ist eine Kompilation, die anfangs nur auf Unheiligs Lichter der Stadt Tour von 2012 zu erwerben war. Später wurde es auch zum Herunterladen im Internet bereitgestellt. Enthalten sind 13 Songs.

## Titelliste
1. Zeig mir, dass ich lebe
2. Wenn Du lachst
3. Tag für Sieger
4. Spielzeugmann
5. Glaub an mich
6. Damian
7. Bruder
8. Die Muse
9. Morgengrauen
10. Lebe Wohl
11. Wellenbrecher
12. Kalt
13. Leblos